# Cinnamylanthranilat
Cinnamylanthranilat ist eine chemische Verbindung aus der Gruppe der Anthranilate.

## Gewinnung und Darstellung
Cinnamylanthranilat kann durch Veresterung von Anthranilsäure mit Zimtalkohol synthetisiert werden.

## Eigenschaften
Cinnamylanthranilat ist ein blassbrauner Feststoff mit fruchtigem Geruch, der praktisch unlöslich in Wasser ist. Er ist empfindlich gegen Oxidation an der Luft, Photooxidation und Hydrolyse.

## Verwendung
Cinnamylanthranilat wurde fast 50 Jahre lang in sehr geringen Mengen als synthetischer Aroma- und Riechstoff verwendet. Als Aromastoff wurde es dazu verwendet, alkoholfreien Getränken, Eiscreme und Eis, Süßigkeiten, Backwaren, Gelatine und Pudding sowie Kaugummi, ein Trauben- oder Kirscharoma zu verleihen. Als Riechstoff wurde es in verschiedenen kosmetischen Produkten wie Seifen, Waschmitteln, Cremes, Lotionen und als Parfümzusatz in Orangenblüten, Neroli, Kölnisch Wasser und anderen Mischungen verwendet.

## Regulierung
Seine Verwendung in Nahrungsmitteln ist in den Vereinigten Staaten seit 1985 verboten, nachdem Untersuchungen der Verbindung einen Zusammenhang mit Leberkrebs bei Mäusen aufgezeigt hatten.
Über den Safe Drinking Water and Toxic Enforcement Act of 1986 besteht in Kalifornien seit dem 1. Juli 1989 eine Kennzeichnungspflicht für Produkte, die Cinnamylanthranilat enthalten.